# مجلة حيفا
مجلّة حيفا، هي مجلّة فلسطينيّة، نُشرت باللغة العربيّة في فترة الانتداب البريطانيّ لتدافع عن حقوق العمال والفلّاحين.

## تأسيس المجلّة
تاسّست مجلّة حيفا في تشرين الأوّل عام 1924 وكانت تطبع في مطابع النفير في مدينة حيفا.
صاحبها ورئيس تحريرها هو الأستاذ إيليا زكا.

### موضوعات المجلّة
اهتمّت الصحيفة بكلّ ما يتعلّق بشؤون العمّال وحقوقهم وهذا ما كانت تهدف إليه منذ بداية إصدارها، إذ كتبت في عددها الأوّل الصادر في 21 تشرين الأوّل 1924 بأنّه مقصد هذه المجلّة وغايتها الوحيدة هي الاهتمام فقط بالعمّال وما يقاصونه من الأتعاب والمشاق في حياتهم التعيسة المليئة بالصعوبات.

#### إصدارات المجلّة
يتوفّر من المجلّة ثلاث وعشرين عددًا بشكل إلكترونيّ؛ وهي الأعداد المنشورة بين 21 تشرين الأوّل 1924 و26 تشرين الثاني 1925.